# Ernst von der Recke
Ernst von der Recke, född 14 augusti 1848 i Köpenhamn, död 12 februari 1933, var en dansk författare, dramatiker och översättare, som bland annat skrev Jungfrun under lind som tonsattes av Wilhelm Peterson-Berger.